# Rhithrogena plana
Rhithrogena plana är en dagsländeart som beskrevs av Allen och Chao 1978. Rhithrogena plana ingår i släktet Rhithrogena och familjen forsdagsländor. Inga underarter finns listade i Catalogue of Life.